# Raphael de Almeida Magalhães
Raphael Hermeto de Almeida Magalhães (Belo Horizonte, 14 de diciembre de 1930 - Río de Janeiro, 29 de enero de 2011) fue un abogado y político brasileño. 
Invitado por Carlos Lacerda, amigo de su padre, Rafael organizó, con Hélio Beltrão, las bases administrativas y de planificación del primer gobierno del nuevo estado de Guanabara, en el que participó como influyente consejero del gobernador. Llegó a ocupar seis secretarías de estado en ese gobierno.
Con la renuncia de Lacerda, que se negó a entregar el gobierno a su oponente electo, Negrão de Lima, y tras la destitución por el régimen militar del vicegobernador Elói Dutra, Raphael fue nominado candidato por voto indirecto para completar el mandato. Condicionó su candidatura a su elección por unanimidad de los diputados. Fue elegido vicegobernador el 25 de abril de 1964, estando prevista su toma de posesión para el 8 de mayo del mismo año.
Raphael se negó a formar parte del movimiento de redemocratización del Frente Ampla, bajo el liderazgo conjunto de Carlos Lacerda, Juscelino Kubitschek y João Goulart, porque pensaba que no era más que un acto quijotesco, sin consecuencias populares, como de hecho ocurrió.
Fue uno de los principales defensores del diputado Marcio Moreira Alves, amenazado de prisión por un discurso en el Congreso contra los militares. Detenido poco después, con motivo del AI-5, Raphael abandonó temporalmente la política. A continuación, se hizo cargo del Consejo de Light, bajo la presidencia de Antonio Galotti, enfrentándose a sus propietarios canadienses por no estar de acuerdo con la política de inversiones de la empresa. Fue presidente de Fenaseg, organizadora del mercado brasileño de seguros, que consideraba esencial para impulsar el ahorro interno.
A mediados de la década de 1970, bajo el gobierno de Ernesto Geisel, volvió a la política como uno de los principales organizadores de la candidatura de oposición indirecta del general Euler Bentes, con la estrategia explícita de dividir a los militares para debilitar al régimen. El resultado de esta prestigiosa candidatura fue la precipitación de la amnistía, el regreso de los exiliados, el «habeas corpus» para los sospechosos políticos y la elección directa de gobernadores en 1982. Todo ello allanó el camino para la campaña de las elecciones directas y la elección indirecta de Tancredo Neves. Para entonces, Raphael se había convertido en un socio decidido del senador Teotônio Vilela en las articulaciones de la apertura y en uno de los políticos más estrechamente asociados a Ulises Guimarães.
En 1986, invitado por el presidente José Sarney, Raphael Magalhães asumió el Ministerio de Seguridad y Asistencia Social, donde impulsó un vigoroso programa de informatización y seguridad rural. A raíz de un conflicto con dirigentes descontentos del PFL, Sarney lo destituyó y lo envió de vuelta a la vida privada.
Tuvo una gran influencia en la redacción de la Constitución de 1988, especialmente en el capítulo sobre Seguridad Social, debido a su proximidad a Ulisses y a la dirección del PMDB. De vuelta a Río, fue también secretario de Cultura en el gobierno de Moreira Franco.